# Coupe du monde de football américain 1999
Navigation
CDM 2003
La Coupe du monde de football américain 1999 est la première édition du tournoi mondial de football américain organisé par la Fédération internationale de football américain. 
Le tournoi final se déroule à Palerme (Italie) du 24 juin au 4 juillet.
Sélections qualifiées pour le tournoi final : Mexique, Italie, Finlande, Japon, Suède et Australie.

## Phase finale

### Premier tour
| Groupe A |      |      |      |       |          |            |
| Équipe   | Vic. | Nuls | Déf. | %     | Pts pour | Pts contre |
| Mexique  | 2    | 0    | 0    | 1.000 | 143      | 0          |
| Italie   | 1    | 0    | 1    | .500  | 28       | 61         |
| Finlande | 0    | 0    | 2    | .000  | 7        | 117        |

| Groupe B  |      |      |      |       |          |            |
| Équipe    | Vic. | Nuls | Déf. | Pts   | Pts pour | Pts contre |
| Japon     | 2    | 0    | 0    | 1.000 | 78       | 18         |
| Suède     | 1    | 0    | 1    | .500  | 36       | 30         |
| Australie | 0    | 0    | 2    | .000  | 6        | 76         |

### Finales
- Finale pour la 5e place :  Australie 10-7  Finlande

- Finale pour la 3e place :  Suède 38-13  Italie

- Finale :  Japon 6-0  Mexique